# Geheimtinte
Als Geheimtinten oder sympathetische Tinten (früher auch chemische Tinten) werden Tinten bezeichnet, die entweder nicht sichtbar sind oder ihre Eigenschaften nach einiger Zeit ändern. Heutzutage werden Geheimtinten überwiegend von Kindern für „geheime“ Botschaften genutzt, da sie für professionelle Anwendungen durch die Entwicklung digitaler Verschlüsselung zunehmend verzichtbar wurden.

## Geschichte
Schon um 50 n. Chr. benutzte Plinius der Ältere Geheimtinte aus der Pflanze Wolfsmilch (Tithymalus). Der Text wurde erst sichtbar, wenn man das Pergament über dem Feuer erhitzte. Besonders im 17. bis hinein in das 19. Jahrhundert waren Geheimtinten sehr beliebt. Aus dieser Zeit stammt auch die Bezeichnung „Sympathetische Tinte“ (von griech. Sympatheia „Zuneigung“), da sie häufig zum Verfassen von Liebesbriefen genutzt wurden. Schon Ovid empfiehlt den Römerinnen Milch, um ihre Korrespondenz für Unberufene unsichtbar zu machen; man müsse dann nur Kohlenpulver darauf streuen. 1653 schlug der Franzose Pierre Borel vor, mit einer Bleizuckerlösung zu schreiben und die Schriftzüge mit Schwefelleberlösung sichtbar zu machen. Jacob Waitz, Leibarzt in Gotha, entdeckte die Eigenschaft des Kobaltchlorids (Chlorkobalt), Schriftzüge zu erzeugen, die nach dem Eintrocknen fast unsichtbar sind, dagegen beim Erwärmen deutlich in blauer Farbe hervortreten und beim Erkalten erneut verschwinden.
Später wurden dann Tinten entwickelt, die man mit Säure oder mittels UV-Licht sichtbar machen kann, oder die nach einiger Zeit verschwinden. Im Kalten Krieg nutzten Geheimdienste spezielle „trockene“ Verfahren, damit Agenten keine verdächtigen Ampullen für die Geheimtinte mit sich führen mussten. 2011 gewährte der US-Geheimdienst erstmals Einblick in „altbackene“ Techniken, die im Ersten Weltkrieg verwendet wurden und zeigte damit, dass Geheimtinte bis dahin noch nicht ganz irrelevant geworden sei. Auch der BND gewährte zuletzt Einblick in die Techniken der 1950er/60er Jahre. Es gibt aber auch Erfindungen neueren Datums. Chinesische Geheimtinte konnte 2017 erstmals mehrfach hintereinander mit Halogenid-Salzen und UV-Licht sichtbar und mit Methanol wieder unsichtbar gemacht werden.

## Beispiele einfacher Geheimtinten
- Saft von Zitronen oder Küchenzwiebeln (wird beim Erwärmen sichtbar)
- Essig (wird beim Erwärmen sichtbar)
- Milch (wird beim Erwärmen sichtbar)
- Tintenlöscher (wird beim Erwärmen sichtbar)
- Urin (wird beim Erwärmen sichtbar)[3]
- Phenolphthaleinlösung (wird beim Bestreichen mit Ammoniaklösung sichtbar und verschwindet später wieder); Variante: Phenolphthaleinlösung gemischt mit etwas Ammoniaklösung (Schrift verschwindet nach kurzer Zeit)
- Gerbsäure (wird bei Bestreichen mit Eisen(II)-sulfatlösung sichtbar)
- Natriumcarbonat-Lösung (Soda) (wird beim Bestreichen mit einer 1 % Phenolphthaleinlösung sichtbar und verschwindet später wieder)
- Cobalt(II)-chlorid-Lösung (wird beim Erwärmen sichtbar und verschwindet später wieder)
- Kaliumrhodanid-Lösung (wird durch Besprühen mit Eisen(III)-chlorid-Lösung sichtbar)
- Fruchtsaft (wird durch UV-Licht oder Erhitzen sichtbar gemacht)